# Huiñay Huayna
Huiñay Huayna (en quechua, Wiñay Wayna: ‘eternamente joven’) es un sitio arqueológico incaico en Perú. Se encuentra ubicado en la ruta del camino inca, 3,3 km a vuelo de pájaro (en línea recta) al sursureste de Machu Picchu, entre Puyupatamarca e Intipunku (la ‘puerta del Sol’, entrada a Machu Picchu).

## Configuración
Consiste de un sector inferior y otro superior conectados entre sí por una larga escalinata por cuyo costado desciende una fuente. Ambos sectores están conformados por terrazas agrícolas y edificaciones, siendo el más extenso el sector más bajo. Las edificaciones están dispuestas de acuerdo al patrón urbanístico inca del tipo kancha.
La arquitectura es del mismo tipo que en Machu Picchu. Las edificaciones están construidas con elementos líticos de granito. La portada principal es de doble jamba y las demás son de jamba simple. Como es característico de la arquitectura inca, las portadas, ventanas y hornacinas son de forma trapezoidal; mientras que las estructuras de los techos estaban apoyadas en empinados hastiales, sujetados mediante almillas y argollas.

## El camino hasta Machu Picchu

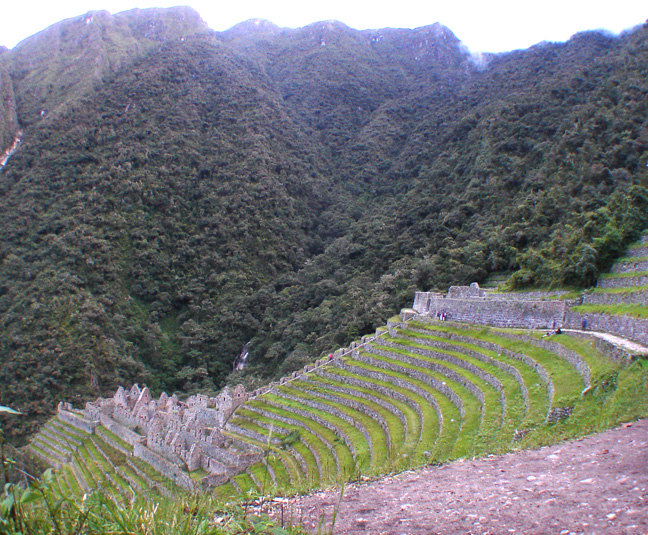
Andenería de Wiñay Wayna.

Está edificado en una empinada ladera desde donde se divisa el río Urubamba, que se encuentra a 900 m a vuelo de pájaro (en línea recta). Para bajar hasta el río se deben recorrer un sendero 400 m hacia el noroeste, hasta el "campamento Wiñay Waina", donde el sendero se une con el camino del Inca. Desde allí se desciende en zigzag 2,3 km hasta el río Urubamba.
Allí hay un sitio arqueológico, desde donde el camino del Inca bordea el río 0,6 km hasta una represa del río. Unos 0,8 km después, el camino se bifurca y comienza el ascenso de 0,9 m hasta Inti Punku (la puerta del Sol), y después 1,8 km hasta la entrada de Machu Picchu.
A pie, entre Wiñay Waina y Machu Picchu hay 7 km.